# Barknåre
Barknåre är en by i Hållnäs socken i Tierps kommun.
Barknåre omtalas i skriftliga handlingar 1312 ('de Bierkanori') då 17 skattskyldiga fanns i byn. Under 1500-talet omfattar byn 4 mantal skatte varav ett hemman med utjord i Åddebo samt två skatteutjordar. Gunnarsbo, Norrfinnbo, Griggebo, Segerbo och Skålbo är avgärda byar från Barknåre.
Undersökningar av omgivningarna i samband med författandet av Det medeltida Sverige ledde 1972 till upptäckten av övergivna medeltida byar, vilket i sin tur ledde till grundandet av Barknåreprojektet, ett tvärvetenskapligt projekt mellan kulturgeografer och arkeologer vilka sedan 1983 utger skriftserien Rapporter från Barknåreprojektet.
Tillsammans med grannbyn Böle utgör Barknåre ett riksintresse för kulturmiljövården.